# On The Prowl
On The Prowl és el catorzè àlbum d'estudi del grup de música de heavy metal japonesa Loudness i el seu segon i últim amb el cantant americà Mike Vescera després de marxar del grup Rising Force de Yngwie Malmsteen, l'àlbum On The Prowl és una recopilació de cançons. Inclou quatre noves cançons fetes pel grup (incloent-hi en Vescera).
Aquest àlbum, juntament amb Soldier of Fortune, es considera un dels millors treballs del guitarrista Akira Takasaki.

## Cançons
1. Down 'N Dirty ♠ (4:36)
2. Playin' Games ♠ (3:47)
3. Love Toys ♠ (4:02)
4. Never Again (5:01)
5. Deadly Player (4:47)
6. Take It or Leave It (4:31)
7. Girl (4:20)
8. Long Distance (4:15)
9. In the Mirror (3:34)
10. Sleepless Nights (4:39)
11. Find a Way ♠ (7:31)

- (♠) Les cançons que en Mike Vescera va escriure.